# 蔡厝
蔡厝，是臺灣雲林縣四湖鄉的一個傳統地域名稱，位於該鄉最南端。相較於今日行政區，其範圍大致包括蔡厝村不含東北端、湖寮村南部邊界地帶。

## 歷史
臺灣清治末期至日治初期，蔡厝地區為一（舊制）街庄，稱為「蔡厝庄」，隸屬於尖山堡。該庄北與下寮庄為鄰，東與鹿場庄、牛挑灣庄為鄰，南邊為謝厝藔庄，西邊為外埔庄。
1901年（日治明治三十四年）11月，全臺廢縣廳改設二十廳，該庄隸屬於斗六廳。1903年（明治三十六年）6月，該庄編入「牛挑灣區」，隸屬於斗六廳。1909年（明治四十二年）10月，合併二十廳為十二廳，牛挑灣區改隸屬於嘉義廳。1920年（大正九年），全臺地方制度大改正，廢十二廳改設五州二廳，該庄改制為「蔡厝」大字，隸屬於臺南州北港郡四湖庄（新制街庄）。
戰後四湖庄改制為四湖鄉，隸屬於臺南縣，大字亦改制為村。1950年10月，雲、嘉、南分治，四湖鄉改隸屬雲林縣。

## 聚落
本地區發展較早的聚落有蔡厝、埤尾等，在日治期初期的官方地圖上已有記載。此外，本地區尚有蕭厝聚落。

## 交通
鄉道雲136線是下崙至下鹿場（應為頂鹿場）的道路，經過本地區北部邊界地帶的蕭厝聚落。由該道路向西北西可前往下寮地區西南部的下寮聚落、內湖/外埔交界地帶、下崙，並止於省道台17線路口；向東可前往鹿場，並止於該地區東部略偏北的鄉道雲165-1線路口（頂鹿場聚落北北東郊）。
鄉道雲136-1線是四湖至蔡厝的道路，其南側端點（終點）位於本地區東北部的鄉道雲136線路口（蔡厝聚落東北郊）。由此向北北東可前往下寮地區東北部，並止於縣道155號路口（四湖聚落南郊）。
鄉道雲137線是施厝湖至蘇水尾的道路，經過本地區中部的埤尾聚落東郊。由該道路向北北東轉西北西再轉北北東，可前往下寮、羊稠厝地區中部偏東南，並止於縣道160號路口（下湖聚落西郊）；向南南西可前往謝厝寮地區東部的蘇水尾聚落，並止於鄉道雲140-1線終點路口。
鄉道雲138線是頂口湖至蔡厝的道路，其東側端點（終點）位於本地區東北部的鄉道雲136線路口（蔡厝聚落北郊）。由此向南南西蜿蜒而行，經蔡厝、埤尾兩個聚落後，轉西微北可前往外埔地區南部、口湖地區北部，並止於該地區頂口湖聚落的鄉道雲131線路口暨雲135線終點路口。
鄉道雲139線（中湖街）是中湖至蔡厝的道路，其南側端點（終點）位於本地區東北部邊界地帶的鄉道雲136線路口（蔡厝聚落北北西郊）。由此向北北東可前往下寮地區中部、羊稠厝地區東部的中湖聚落東北郊，並止於縣道155號路口。

## 學校
- 南光國小